# Битва при Турині (312)
Би́тва при Тури́ні сталася в 312 році біля сучасного міста Турин між арміями двох римських імператорів: Костянтина Великого та Максенція. Бій завершився рішучою перемогою Костянтина, який продемонстрував приклад тактичної майстерності, що характеризувала його подальшу військову кар'єру. Остаточно протистояння двох імператорів закінчилося після блискавичної перемоги Костянтина в подальшій битві біля Мульвійського мосту.

## Передумови

### Криза Тетрархії
Тетрархія, система влади Римської імперії на початку IV століття, спиралася на одночасне правління чотирьох осіб. В кожній частині країни (на Заході та Сході) володарювали два правителі: старший (імператор) та молодший (цезар).
У 305 році чинні імператори Діоклетіан і Максиміан добровільно зреклися престолу, передавши повноваження своїм цезарям — Галерію та Констанцію Хлору. На звільнене місце цезарів одразу були призначені Север II і Максимін Даза. З іншого боку, Максенцій та Костянтин, що були синами Максиміана та Констанція Хлора відповідно, не отримали очікуваного місця при владі. В тетрархічній системі влади сталася відверта криза, що поклала початок так званим Громадянським війнам Тетрархії.
Одразу після смерті Констанція Хлора у 306 році на звільнене місце західного імператора Галерій призаначив цезаря Севера II. Проте, війська Констанція, що залишилися без командувача, проголосили своїм імператором його сина — Костянтина. Інший імператор Галерій, хоч і був розгніваний цим вчинком, усе-таки визнав легітимність Костянтина, надавши йому натомість титул цезаря, а не імператора; Костянтин з цим погодився.
Визнання Галерієм влади Костянтина надихнуло Максенція теж проголосити себе імператором. Втім, у цьому разі Галерій не визнав право Максенція на владу та направив до нього в Рим військо на чолі з імператором Севером II. У відповідь на це Максенцій викликав з відставки свого батька, Максиміана, що знову став імператором.
Незабаром в Італії батько та син завдали поразки армії Севера, який потрапив у полон та загинув. Тоді Галерій вирішив самостійно розібратися з Максенцієм, проте теж зазнав поразки і хутко покинув півострів. Так Максенцій здобув фактичний контроль над Італією та суміжними провінціями.
Згодом взаємини між Максенцієм та його батьком стали погіршуватися. Несподівано для Максиміана їхнє військо стало на бік його сина. Тому Максиміан покинув Італію та вирушив до Костянтина, єдиної людини, готової його прийняти. Задля зміцнення свого положення Максиміан уклав формальний союз із Костянтином, видавши за нього заміж свою дочку  Фаусту.
Дочекавшись відлучення Костянтина, Максиміан розпустив чутки про його смерть і втретє проголосив себе імператором. Тільки-но Костянтин дізнався про зраду Максиміана, він швидко повернувся з військової кампанії. Після того, як Костянтин штурмував Массілію, де забарикадувався Максиміан, він взяв свого тестя у полон та змусив того скоїти самогубство.

### Костянтин і Максенцій
Незабаром взаємини між Костянтином і Максенцієм теж стали погіршуватися. Хоча обидва імператори і були швагерами, Максенцій привселюдно поклявся помститися Костянтину за смерть батька. Костянтин натомість змусив Євтропію, матір Максенція, зізнатися, що Максенцій ніби-то не був рідним сином Максиміана. Цей факт дозволив Костянтину виступати як законному імператору проти узурпатора Максенція.
Костянтин вирушив зі своїх володінь на Заході імперії з військом у 40 тис. осіб і перетнув Альпи у перевалі Мон-Сені. У відповідь на це Максенцій укріпився в Римі, покладаючись на велику військову силу, що була в Італії. Перший опір своєму вторгненню Костянтин зустрів у місті Сегузій (теперішня Суза, Італія). Він наказав своїм солдатам підпалити міські ворота та атакувати оборонні стіни. Костянтин швидко захопив місто, проте заборонив своєму війську його пограбування, і просунувся далі, до північної Італії.

## Битва

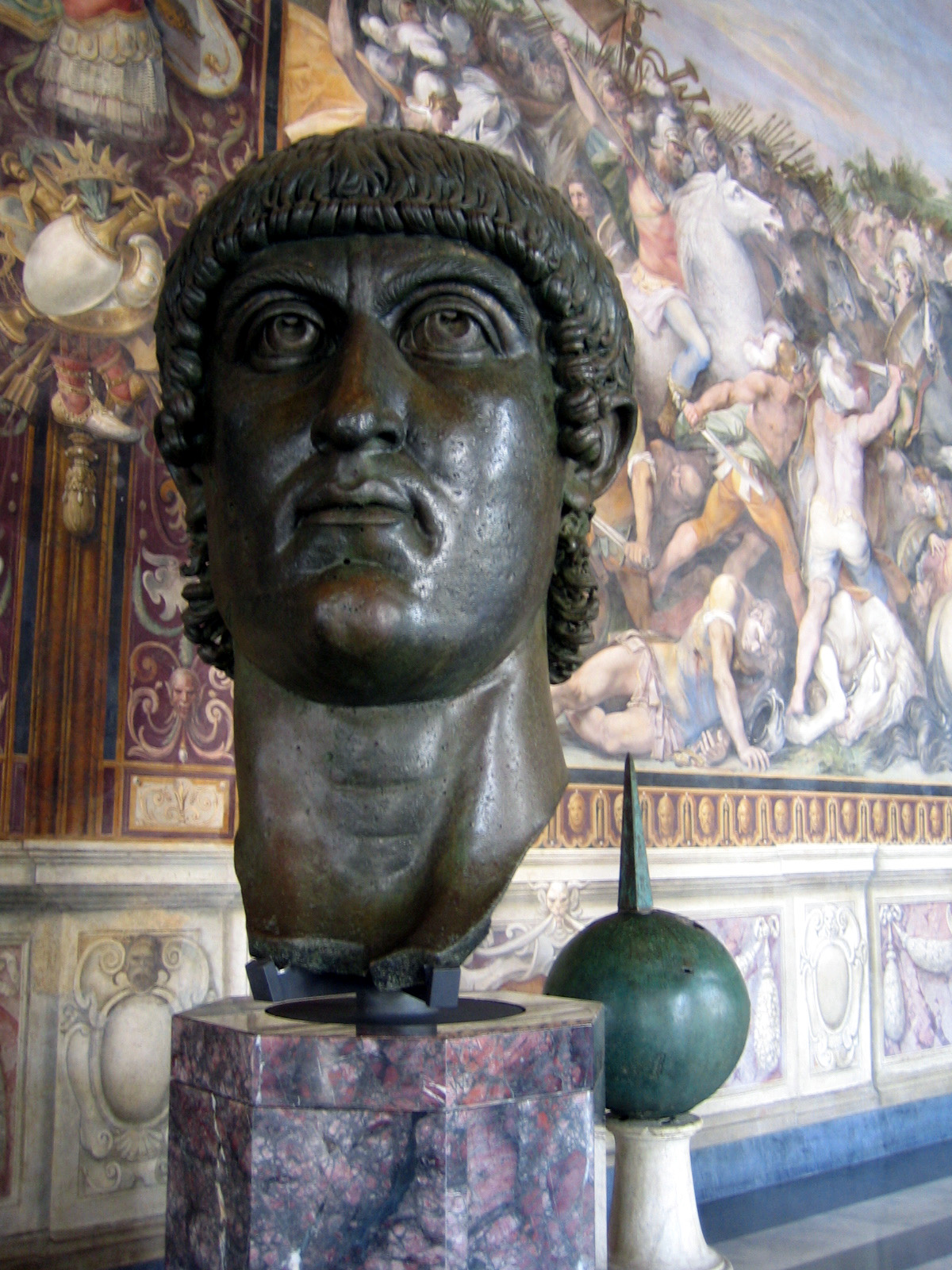
Бронзова голова Костянтина I, Капітолійські музеї

Наближаючись до важливого міста Августа-Тавринорум (теперішній Турин), Костянтин зіткнувся з військом Максенція, яке складалося з важкоброньованої кавалерії, що в давніх джерелах називається клібанарії або катафрактарії. Ці катафракти були призначені передусім для бойового строю у формі клина. У відповідь на це Костянтин розширив фронт своєї лінії солдат, дозволивши кавалерії Максенція в'їхати до середини його бойового порядку. Оскільки армія Костянтина вийшла за межі ворожої, його легкоброньована та більш мобільна кіннота змогла неодноразово атакувати неприкриті фланги катафракти Максенція.
До того ж, кіннота Костянтина була оснащена палицями із залізними наконечниками, що були ідеальною зброєю для боротьби з важкоброньованими ворогами. Деякі з вершників Максенція залишилися без коней, а багато інших були вбиті внаслідок ударів палицями. Насамкінець Костянтин наказав своїм пішим солдатам атакувати вцілілих піхотинців Максенція.
Античні джерела розповідають про легку перемогу Костянтина над силами супротивника. Жителі Турину відмовилися дати притулок відступаючим силам Максенція, зачинивши перед ними міські ворота. За повідомленнями, містяни підбадьорювали військо Костянтина, коли воно вбивало затиснутих до міських стін солдат Максенція. Після битви Костянтин увійшов до Турину під овації населення. Інші міста північно-італійської рівнини, побачивши військову майстерність Костянтина та його сприятливе ставлення до цивільного населення, надіслали йому привітання з перемогою.

## Наслідки
Перемога в битві при Турині дозволила Костянтину й надалі просуватися Італією. Незабаром він дістався Медіолану (теперішній Мілан), де містяни зустріли його відкритими воротами. Костянтин перебував у Медіолані до середини літа 312 року, перш ніж рухатися далі. Він розгромив ворожі кавалерійські сили, що таборували поблизу Брешії, а згодом здобув рішучу перемогу в битві при Вероні, де загинув найстарший полководець Максенція Рурицій Помпеян. Після подолання опору на півночі Італії Костянтин здійснив похід на Рим, де переміг і вбив Максенція у визначній битві біля Мульвійського мосту.